# 지적박물관
지적박물관은 충청북도 제천시 소재의 국내 최초 · 유일 · 사립 · 영토전문 박물관으로서 잘못된 땅의 호적인 지적을 바로 잡기 위해 1999년 10월 16일 설립된 비영리 법인이다. 지적박물관은 우리 영토인 독도를 수호하고, 우리의 가슴속에 점점 잊혀져 가고 있는 고토인 간도 · 대마도 · 연해주 등을 지금 당장 우리가 회복할 수 없더라도 이들 땅이 엄연한 우리의 국토임을 천명하고, 이러한 사실을 후세대가 분명하게 인식할 수 있도록 교육 · 연구 · 전시 · 홍보하며, 이를 통해 후세대가 언젠가는 되찾을 수 있도록 그 근거와 당위성을 알려주고자 하는데 설립 목적이 있다.

## 연혁
- 1999년 10월 16일 개관.
- 1999년 12월 29일 지적자료관 등록
- 2004년 10월 18일 지적박물관 학예사 경력인정기관 지정
- 2007년 2월 12일 지적박물관으로 명칭 변경
- 2021년 6월 18일 제2대 이범관 지적박물관장 취임
- 2023년 2월 22일 전문예술단체 지정, 지정기부금업체 지정

## 시설 현황
- 제1전시실에는 책과 서장(書狀)·기기(機器) 등 1,000점이 전시되어 있다. 《상명산법》 필사본(1878년), 어윤중의 교지(1879년), 김성규의 양무감리임명장(1899년), 대한제국 전답관계 토지문서(1901년) 등 50여 점의 유일본이 독특한 전시품이다.
- 제2전시실에는 도지와 시지·군지·읍지·면지 등 각종 향토지 765권이 진열되어 있다. 이 가운데 1916년 발간된 《진주지(眞珠誌)》, 최초의 마을지인 《제주 도두리》(1985년), 최초의 서당인 《성현서당》(1998년) 등이 특이하다.
- 제3전시실은 백년사실로 1959년 발간된 《이규완옹 백년사》·《연대백년사》(전 4권)·《사진으로 보는 한국의 백년》 등 우리나라 각 분야의 백년사 400여 권을 보유하고 있다.
- 제4전시실은 그리스도교 자료실로 한국성경 600권, 외국성서 100권, 개교회사 600권이 전시되어 있다. 이 가운데 1882년 한국 최초로 발행된 《예수성교 누가복음 젼서》, 리진호 관장이 지은 《한국성서백년사》 등이 관심을 끈다.

## 관람 안내
관람 시간
- 매일 오전 9:00 ~ 오후 6:00

휴관일
- 매주 월요일
- 공휴일